# Rolf Heissler
Rolf Gerhard Heißler (Bayreuth, 3 juni 1948 – Offenbach am Main, 18 mei 2023) was een lid van de Rote Armee Fraktion (RAF).
Na zijn eindexamen aan het Gymnasium Andreanum in Hildesheim tekende Heißler voor twee jaar bij het Duitse leger waar hij in april 1967 om gezondheidsredenen voortijdig werd ontslagen. Aansluitend begon hij met een studie aan de filosofische faculteit van de universiteit van München. Hij leerde Brigitte Mohnhaupt kennen en werd lid van de Tupamaros München, een militante groep die zich in de Bondsrepubliek met wapengeweld tegen de staat verzette. Door Mohnhaupt kwam hij bij de RAF en overviel hij een bank op 13 april 1971, waarvoor hij in 1972 tot een gevangenisstraf van zes jaar werd veroordeeld.
Samen met leden van de 2 Juni Beweging, een in de jaren zeventig actieve terroristische stadsguerillagroep, werd Heißler door de ontvoering van de Berlijnse CDU-politicus Peter Lorenz in een ruil vrijgelaten en 2 maart 1975 op een vlucht naar Aden in Jemen gezet. Hoewel hij door de politie werd gezocht keerde hij in oktober 1976 incognito terug naar de Bondsrepubliek en sloot zich opnieuw bij de RAF aan.
Op 1 november 1978 schoot hij samen met Adelheid Schulz twee Nederlandse douaneambtenaren dood bij een paspoortcontrole op de Nieuwstraat in Kerkrade. Twee andere douaneambtenaren raakten hierbij zwaargewond. Bij zijn arrestatie op 9 juni 1979 in Frankfurt am Main raakte Heißler door een schotwond aan het hoofd zwaargewond. Op 10 november 1982 werd hij voor de moord op twee Nederlandse douaneambtenaren tot een levenslange gevangenisstraf veroordeeld.
Op 25 oktober 2001 werd Heißler door een besluit van het gerechtshof van Düsseldorf uit de gevangenis van Frankenthal (Pfalz) ontslagen. Op 7 september 2007 vertelde voormalig RAF-lid Peter-Jürgen Boock tegenover journalisten dat Heißler samen met Stefan Wisniewski op 18 oktober 1977 de dodelijke schoten op werkgeversvoorzitter Hanns-Martin Schleyer zou hebben afgevuurd.
Hij overleed op 74-jarige leeftijd.